# Paul von Hindenburg
Paul Ludwig Hans Anton von Beneckendorff und von Hindenburg (n. 2 octombrie 1847, Posen – d. 2 august 1934, Gut Neudeck, Prusia) a fost un militar (cu gradul suprem de Generalfeldmarschall) și politician german și al doilea Președinte al Republicii de la Weimar. 
În 1932, sub influența cercurilor politice și industriale de dreapta, retrăgea sprijinul inițial acordat cancelarului centrist ca orientare, Heinrich Brüning. Pe 31 mai 1932, Hindenburg îl desemna pe Franz von Papen cu formarea unui nou guvern, sub care influența partidului nazist al lui Hitler asupra politicii interne germane a crescut considerabil. În decembrie, ajungea cancelar, ministrul de rǎzboi de pânǎ atunci, Kurt von Schleicher, o „eminențǎ cenușie” politicǎ în spatele bǎtrânului Hindenburg. Schleicher nu reuși, dupǎ cum intenționase, sǎ aducǎ în guvernul său „moderați” naziști și astfel, pe 30 ianuarie 1933, președintele îl numea pe Adolf Hitler în funcția de cancelar (prim-ministru) al Reichului German (Reichskanzler), deschizând efectiv drumul spre putere dictatorială pentru șeful partidului național-socialist.

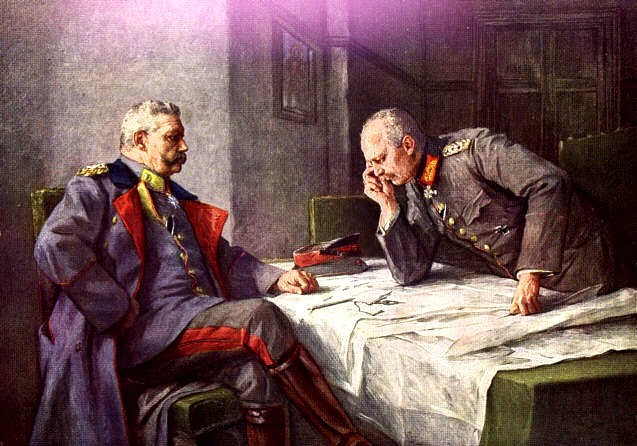
Paul von Hindenburg (stânga) și Erich Ludendorff (dreapta)